# Górny Młyn (województwo świętokrzyskie)
Górny Młyn – wieś sołecka w Polsce położona w województwie świętokrzyskim, w powiecie koneckim, w gminie Końskie.
W latach 1975–1998 miejscowość administracyjnie należała do województwa kieleckiego.
Wierni kościoła rzymskokatolickiego należą do parafii Podwyższenia Krzyża Świętego w Pomykowie.

## Historia
Górny Młyn, osada w  powiecie koneckim, gminie Duraczów parafii Końskie.

W roku 1827 osada liczyła 3 domy 42 mieszkańców 66 mórg ziemi włościańskiej i 30 mórg ziemi dworskiej.
Od XVII do pierwszej połowy XX wieku wieś wchodziła w skład klucza Koneckiego oraz dóbr Końskie Wielkie.